# اورینو
اورینو (به ایتالیایی: Orino) یک کومونه در ایتالیا است که در استان وارزه واقع شده‌است.

## خصوصیات
اورینو ۳٫۸ کیلومترمربع مساحت و ۸۳۱ نفر جمعیت دارد.